# Porcellio debueni
Porcellio debueni är en kräftdjursart som beskrevs av Dollfus1892. Porcellio debueni ingår i släktet Porcellio och familjen Porcellionidae. Inga underarter finns listade i Catalogue of Life.